# Barzeh, Syria
Barzeh (tiếng Ả Rập: برزة, cũng được phiên âm Berzé) là một đô thị và một khu phố ở phía bắc Damascus, Syria. Theo Cục Thống kê Trung ương Syria, Barzeh có dân số 47.339 trong cuộc điều tra dân số năm 2004.

## Lịch sử
Thành phố này đã hoạt động trong cuộc nội chiến ở Syria. Khu phố Sunni Barzeh phần lớn ủng hộ phe đối lập. Tuy nhiên, "khu ổ chuột" Alawite Esh al-Warwar láng giềng chủ yếu là chính phủ. Khu vực Barzeh đã bị đình chiến giữa phiến quân và chính phủ kể từ năm 2014. Vào ngày 01 Tháng Tư năm 2015, các phiến quân (Jaish al-Islam và Quân đội Syria Tự do đầu tiên của Lữ đoàn) đã phát động một chiến dịch quân sự để trục xuất các nước Hồi giáo Iraq và Levant từ Barzeh và Qaboun khu phố, mà kết thúc thành công ba ngày sau đó. Vào ngày 8 tháng 2 năm 2016, một quả bom xe IS nhắm vào câu lạc bộ của chính phủ đã giết chết tám người ở Masakin Barzeh. Vào ngày 29 tháng 5 năm 2017, chính phủ Syria đã giành lại quyền kiểm soát toàn bộ quận.

## Vùng lân cận
- Al-Abbas (pop 23,112)
- Barza al-Balad (pop 31,634)
- Ish al-Warwar (pop 20,458)
- Al-Manara (pop. 10.199)
- Masakin Barzeh (pop. 15,705)
- An-Nuzha (pop 6,488)

## Giáo dục
Viện Khoa học và Công nghệ ứng dụng cao hơn có cơ sở chính tại khu vực Hameesh  của Barzeh.